# Rhein-Neckar-Zeitung
 (février 2025).
Si vous disposez d'ouvrages ou d'articles de référence ou si vous connaissez des sites web de qualité traitant du thème abordé ici, merci de compléter l'article en donnant les références utiles à sa vérifiabilité et en les liant à la section « Notes et références ».
Le Rhein-Neckar-Zeitung est un journal quotidien régional allemand publié à Heidelberg.

## Histoire
Le RNZ est fondé sous licence de l'Information Control Division le 5 septembre 1945 par Rudolf Agricola, Theodor Heuss et Hermann Knorr. Il succède à Süddeutsche Mitteilungen , publié par la Psychological Warfare Division du 12e groupe d'armées des États-Unis. À cette époque, les trois éditeurs représentent les courants politiques les plus importants pour les troupes d'occupation : libéraux (Heuss), sociaux-démocrates (Knorr) et communistes (Agricola). Le RNZ est le troisième journal en Allemagne à être approuvé après la Seconde Guerre mondiale, après l’Aachener Nachrichten et le Frankfurter Rundschau.
Heuss quitte le journal le 24 septembre 1945 lorsqu'il est nommé ministre de l'Éducation du Wurtemberg-Bade. Cependant, il continué à contribuer des articles en tant que pigiste pendant un certain temps. La critique de la restauration et de l'intégration occidentale dans les trois zones occupées par les puissances occidentales et les doutes ouvertement exprimés sur la viabilité du développement démocratique conduisent deux ans plus tard à gouvernement militaire de la zone d'occupation américaine le 31 août 1948 à expulser Agricola. Le 19 avril 1952, après de longues disputes, Knorr reprend la part de Theodor Heuss, qui n'était plus autorisé à gérer une entreprise commerciale conformément à l'article 55 de la Loi fondamentale en raison de son élection à la présidence fédérale en 1949, laissant Knorr comme seul éditeur et propriétaire.
La RNZ, plutôt à gauche à ses débuts (Helmut Kohl refuse d'accorder une interview au journal à cause des articles critiques de la CDU dans les années 1960), est désormais considérée comme ayant un orientation conservatrice, bien qu'elle représente ses positions de gauche sur certaines questions. Les nombreuses parties régionales sont un élément essentiel de la RNZ et de son succès à s'affirmer face aux produits concurrents antérieurs ou encore existants dans sa zone de distribution.

## Éditions
- Heidelberg (siège de la rédaction)
  - Heidelberger Nachrichten
  - Region Heidelberg
  - Bergstraße/Mannheim, Weinheimer Rundschau
  - Schwetzinger Nachrichten
- Eberbach
  - Eberbacher Nachrichten/Eberbacher Zeitung
- Wiesloch
  - Wieslocher Nachrichten/Walldorfer Rundschau
- Sinsheim
  - Sinsheimer Nachrichten
  - Bad Rappenauer Bote/Eppinger Nachrichten
- Mosbach
  - Mosbacher Nachrichten
- Buchen
  - Nordbadische Nachrichten

En 2009, RNZ reprend Eberbacher Zeitung. L'édition de Heidelberg est divisée le 1er février 2010 et une nouvelle édition de la région de Heidelberg est créée pour les communes périphériques de Heidelberg.